# 高雄市立後勁國民中學
高雄市立後勁國民中學（英語：Kaohsiung Municipal Houjing Junior High School），簡稱後勁國中，位於高雄市楠梓區的一所國中。

## 歷史
1978年（民國67年）12月19日建校，時名高雄市立和平國民中學（簡稱和平國中）。2005年，附近居民、里長等地方人士要求以當地地名命名，於是在次年8月改名高雄市立後勁國民中學（簡稱後勁國中）。2010年9月開始設立技藝專班，僅限九年級參加。2011年4月開始興建風雨球場（於同年10月20日舉行落成剪綵典禮），5月圓形廣場及草皮重補完工，6月正門開始進行磁磚整修。隔年7月生態池進行全面整修，二棟（勁善樓）進行擴柱工程。2013年3月14日操場草皮籃球場進行全面整修。

## 歷任校長
- 方祖言（1979年至1988年1月）
- 黃曲章（1987年2月至1992年7月）
- 陳寶勇（1992年7月至民国82年11月）
- 吳友欽（1993年11月至民国91年）
- 莊錦源（民国91年至民国97年）
- 盧威志（民国97年至民國101年）
- 邱從益（民國101年至民國105年）
- 麥賢章（民國105年至民國113年）
- 蔡嘉興（民國113年迄今）

## 地理位置
- 位於高雄市楠梓區，校地坐西北朝東南，共有四個出入口，土地總面積：30834平方公尺[永久]。
  - 正門：位於加昌路，緊鄰捷運R20後勁站一號出口，平時提供步行及汽機車接送之學生進出。
  - 東側門：位於海專路，平時不開放進出。（但與垃圾場相近，故平時只拿來作為垃圾車之出入口）
  - 南側門：位於加昌路和後勁西路交叉口上，上放學時間提供步行及機車接送之學生進出。
  - 北側門：位於瑞屏路30巷，上放學時間提供步行、騎自行車學生進出(註:風雨球場整修時,北側門關閉,目前騎自行車學生一律由南側門進出)。

## 制服樣式
後勁國中男生夏季制服為短袖藍色制服與黑色短褲，女生為短袖粉色制服與藍白格百褶裙。男生夏季運動服為黃色運動服（袖子部分是深藍色）與藍黑色短褲，女生為粉色運動服（袖子部分是白色）與紅色短褲。冬季制服方面，男生為長袖藍色制服與黑色長褲，女生為長袖粉色制服與黑色長褲。其冬季運動服男生則為長袖黃色運動服（袖子部分是深藍色）、藍黑色長褲，女生是袖粉色運動服（袖子部分是白色）、紅色長褲。另該校統一的制服外套為綠黑色格子，有學生稱為「忍者龜」、「綠蠵龜」。

## 外部連結
- 高雄市立後勁國民中學 （页面存档备份，存于）（繁體中文）